# Syngenes debilis
Syngenes debilis is een insect uit de familie van de mierenleeuwen (Myrmeleontidae), die tot de orde netvleugeligen (Neuroptera) behoort. 
Syngenes debilis is voor het eerst wetenschappelijk beschreven door Gerstäcker in 1888.